# Rachel Hanssens
Rachel Hanssens (Oudenaarde, 6 april 1929 - aldaar, 14 oktober 2017) was een Belgische atlete, gespecialiseerd in het speerwerpen. Zij veroverde twee Belgische titels.

## Biografie
Hanssens begon pas op haar drieëntwintigste met sport. Ze werd in 1958 en 1959 Belgisch kampioene in het speerwerpen.
Nadien bleef Hanssens actief bij de masters en veroverde ze in haar leeftijdscategorie verschillende titels op wereld- en Europese kampioenschappen. Ook verbeterde ze diverse wereld- en Europese records. In 2015 veroverde ze op de wereldkampioenschappen in Lyon als zesentachtigjarige nog vijf wereldtitels.
Hanssens was aangesloten bij KASV Oudenaarde.

## Belgische kampioenschappen
| Onderdeel   | Jaar       |
| ----------- | ---------- |
| speerwerpen | 1958, 1959 |

## Persoonlijke records
| Onderdeel   | Prestatie | Datum            | Plaats   |
| ----------- | --------- | ---------------- | -------- |
| speerwerpen | 38,74 m   | 14 augustus 1969 | Oostende |

## Palmares
speerwerpen
- 1958:  BK AC – 31,02 m
- 1959:  BK AC – 33,44 m